# Metsä Fibre
Metsä Fibre Oy, auparavant Oy Metsä-Botnia Ab, est un fabricant de pâte à papier et de bois scié en Finlande.

## Présentation
L'entreprise produit de la pâte à papier dans quatre usines de pâte à papier en Finlande et du bois dans six scieries en Finlande et en Russie.
Metsä Fibre est une filiale de Metsäliitto Osuuskunta, et des actionnaires minoritaires Metsä Board (anciennement M-real) et Itochu Corporation. 